# Familienpsychologie
Die Familienpsychologie ist eine Teildisziplin der Psychologie, die sich mit der familiären Lebenspraxis, d. h. mit dem Verhalten, Erleben und der Entwicklung von Personen im Kontext des Beziehungssystems Familie beschäftigt, mit dem Ziel der Beschreibung, Erklärung, Vorhersage und Veränderung der dabei auftretenden Phänomene und ihrer Bedingungen.

## Definition und Aufgaben der Familienpsychologie
Die Familienpsychologie ist eine relativ junge Teildisziplin der Psychologie, die sich mit dem Erleben und Verhalten von Menschen im Kontext ihrer Familienbeziehungen befasst. Aus familienpsychologischer Sicht werden Familien als intime Beziehungssysteme definiert, die sich durch erlebte Zugehörigkeit und das Vorhandensein intergenerationaler Beziehungen auszeichnen Zentrale Aufgaben der Familienpsychologie sind neben der Theorie- und Methodenentwicklung  die Grundlagen- und Anwendungsforschung sowie die Vermittlung von Wissens- und Handlungskompetenzen. Folgende Fragestellungen werden bearbeitet: Wie wirkt sich der Übergang zur Elternschaft auf Paarbeziehungen aus? Wie gehen Familien mit Belastungen und Krisen um, z. B. Krankheit, Konflikte, Trennung/Scheidung? Welche besonderen Herausforderungen müssen von Familien bewältigt werden, die nicht dem normativen Familienleitbild entsprechen? Unter welchen Bedingungen kommt es in Familien zu Gewalt und Vernachlässigung? Die interventive Anwendungsforschung bedient sich der familienpsychologischen Grundlagenforschung und versucht die Forschungsergebnisse in Praxishandeln zu übersetzen. Es geht konkret um die Entwicklung und Evaluation von familienbezogenen Trainings-, Beratungs- und Therapieansätzen.
Als eines der wichtiges Anwendungsgebiet der Familienpsychologie wird die systemische Familientherapie angesehen. Die Vermittlung von Wissens- und Handlungskompetenzen, die sich aus der Grundlagen- und Anwendungsforschung ergeben, findet auf unterschiedlichen Ebenen statt z. B. durch die Lehre und Ausbildung von Studierenden, Workshops, Fortbildungen und Öffentlichkeitsarbeit.

## Intra- und interdisziplinäre Bezüge
Die Familienpsychologie weist vielfältige Bezüge zu anderen Gebieten der Psychologie sowie zu diversen anderen Disziplinen auf. Wichtige intradisziplinäre Querbezüge sind vor allem die folgenden Teildisziplinen der Psychologie:
- Entwicklungspsychologie: Die Familie stellt vor allem in Kindheit und Jugend, aber auch in späteren Lebensphasen einen wichtigen Entwicklungskontext dar. Daher sind Entwicklungsprozesse einer Person umfassend nur in ihrem sozialen und familiären Kontext verstehbar.[8]
- Persönlichkeitspsychologie: Mit Blick auf die einzelne Person bringt jedes Familienmitglied individuelle Motiv-, Temperaments- und Fähigkeitsmerkmale in das Beziehungssystem Familie ein, wobei es zu wechselseitigen Beeinflussungen der einzelnen Familienmitglieder kommt.
- Sozialpsychologie: Aus sozialpsychologischer Sicht können Familien als ein Spezialfall sozialer Gruppen aufgefasst werden;[9] insofern finden sich viele sozialpsychologische Konzepte in der Familienpsychologie wieder.
- Klinische Psychologie: Innerhalb der modernen Klinischen Psychologie wird der familiäre Kontext als wichtige Bedingung für die Genese und Aufrechterhaltung psychischer Störungen angesehen, aber auch als Ressource für deren psychotherapeutische Behandlung.
- Pädagogische Psychologie: Die Familie ist ein wesentlicher Ort von Erziehungs- und Sozialisationsprozessen. Familienpsychologische Erkenntnisse und Wissensbestände sind deswegen eine wichtige Grundlage der Pädagogischen Psychologie.

Außerhalb der Psychologie sind insbesondere folgende interdisziplinären Querbezüge von Relevanz:
- Familien-Medizin: In der modernen Medizin setzt sich zunehmend die Erkenntnis durch, dass die Familie für die Bewältigung körperlicher und psychischer Erkrankungen von enormer Bedeutung ist und Familienangehörige in die Behandlung und Rehabilitation der Patienten mit einbezogen werden sollten.
- Familienrecht: Bei familienrechtlichen Verfahren benötigen Juristen und Gutachter familienpsychologischen Sachverstand. So müssen z. B. bei gerichtlichen Entscheidungen über das elterliche Sorge- und Umgangsrecht Fragen der Erziehungskompetenz und des psychischen Kindeswohls berücksichtigt werden.
- Familiensoziologie: In der Soziologie wird die Familie aus einer makrosoziologischen Perspektive betrachtet und es geht primär um soziokulturell bedingte Veränderungen der Familie. Inhaltliche Überschneidungen gibt es vor allem bei den Themen, die den Alltag von Familien betreffen.[10]

## Theoretische Ansätze der Familienpsychologie
Die Familiensystemtheorie
Die Familiensystemtheorie fußt auf der allgemeinen Systemtheorie (Bertalanffy 1968). Die Grundannahme einer systemischen Sichtweise von Familienbeziehungen und -entwicklungen ist, dass Veränderungen im Erleben und Verhalten eines Familienmitglieds Veränderungen im gesamten Familiensystem bewirken und umgekehrt. Familien werden als offene, sich entwickelnde, zielorientierte und sich selbst regulierende Systeme betrachtet, deren Entwicklung  im Kontext materieller und sozialer Gelegenheitsstrukturen stattfindet. Die Familie besteht aus Subsystemen (z. B. Eltern, Geschwister, Mutter-Kind-Beziehung usw.) und ist zugleich in übergeordnete Suprasysteme (z. B. Verwandtschaft, Freundeskreis, Wohngemeinde, Schulsystem) eingebunden. Zu den Kernaspekten einer allgemeinen Familiensystemtheorie gehören u. a. Ganzheitlichkeit, Multi- und Äquifinalität, Grenzen, zirkuläre Kausalität, Rückkoppelungsprozesse,  Selbstorganisation (Autopoiese) und familienspezifische interne Erfahrungsmodelle.
Die Familienentwicklungstheorie
Die Familienentwicklungstheorie ist im anglo-amerikanischen Sprachraum von Familiensoziologen (Aldous 1996, Mattessich & Hill 1987, Rodgers & White 1993) entwickelt worden und dient der Analyse von Familienverlaufsprozessen. Der Familienzyklus wird dabei in Phasen verschiedener Entwicklungsstadien eingeteilt, in denen die Familienmitglieder mit typischen Anforderungen konfrontiert werden, die man als Familienentwicklungsaufgaben bezeichnet. Grundannahmen dieser Theorie sind nach Aldous (1996):
1. dass familiales Verhalten im Hier und Jetzt von den vergangenen Erfahrungen der einzelnen Familienmitglieder abhängt und auch deren Zukunftserwartungen mitbestimmt,
2. dass trotz unterschiedlicher Familienformen (z. B. Normalfamilie, Alleinerziehende, Regenbogenfamilie)  Familien in derselben Lebensphase vergleichbare Verhaltensmuster zeigen und
3. dass Familien mit selbst gestellten oder von außen gestellten gesellschaftlichen Aufgaben konfrontiert werden.

In dem bekanntesten Familienentwicklungsmodell unterscheiden Carter und McGoldrick (2006) sechs Phasen, in denen die Familie mit charakteristischen Familienentwicklungsaufgaben konfrontiert wird. Das Modell beschreibt den gesamten Familienzyklus von der Familienbildung bis zu seiner Auflösung. In der vierten Stufe „Familien mit Jugendlichen“ besteht eine Entwicklungsaufgabe beispielsweise in der Veränderung der Eltern-Kind-Beziehung um Jugendlichen zu ermöglichen, sich innerhalb und außerhalb des Familiensystems zu bewegen. Ebenso geht es in dieser Phase um die Hinwendung auf die gemeinsame Pflege und Sorge für die ältere Generation. Das Modell orientiert sich am Leitbild der traditionellen Normalfamilie und es werden ausschließlich normative Veränderungen im Familienzyklus beschrieben. Aufgrund der Vielfalt moderner Familienformen haben die Autoren ihr Basismodell um nicht-normative Familienentwicklungsaufgaben für den Fall der Scheidung bzw. der Wiederverheiratung ergänzt. Als nicht-normative Entwicklungsaufgaben werden Anforderungen bezeichnet, die durch irreguläre Umstände im Familienzusammenleben entstehen. Dazu zählen auch besondere Anforderungen, die beispielsweise Familien mit einem behinderten Kind oder Familien mit psychisch krankem Elternteil zu meistern  haben.
Aus systemischer Sicht müssen die Familienentwicklungsaufgaben zwar gemeinsam bewältigt werden, sie stellen aber unterschiedliche Anforderungen an Partner, Geschwister, Eltern, Kinder und Großeltern. In Anlehnung an Schneewind (2005) schlägt Jungbauer (2009) vor, die Familienphasen sowohl aus der Perspektive der Elterngeneration als auch aus Sicht der Kindergeneration zu beschreiben, wobei auch die Berücksichtigung weiterer Generationen und Familienbeziehungen möglich sei.
Familienstresstheorien
Im Gegensatz zu den Phasenmodellen der Familienentwicklungstheorie erweitern Familienstresstheorien die Anzahl entwicklungsrelevanter Stressoren und beziehen auch Bewältigungsstrategien und Ressourcen mit ein. Ein Beispiel für eine Familienstresstheorie ist das doppelte ABC-X-Modell von McCubbin und Patterson (1983), das eine Weiterentwicklung des Familienkrisenmodells von Hill (1958) darstellt. Ausgangspunkt des Modells ist ein Stressorereignis (A). Dieses steht in Wechselwirkung mit den Krisenbewältigungsressourcen (B) der Familie und der Bedeutung, die dem Ereignis von der Familie zugeschrieben wird (C). Die Wechselwirkung zwischen A, B und C kann eine familiäre Krise (X) erzeugen. Die Krise kann zu einer Kumulation von Stressoren führen, die von der Familie eine erneute Einschätzung ihrer Krisensituation und Bewältigungsmöglichkeiten erfordert. Die erneute Einschätzung der Situation sowie die Frage nach alten und neuen Ressourcen bestimmen das konkrete Bewältigungsverhalten der Familie. Je nachdem wie ein Stressereignis von der Familie subjektiv bewertet wird, folgt daraus, ob es als Herausforderung oder als Belastung wahrgenommen wird. Arbeitslosigkeit kann von der Familie beispielsweise als selbstverschuldetes Versagen oder als neue Herausforderung für die Suche nach einer befriedigenderen Tätigkeit bewertet werden.

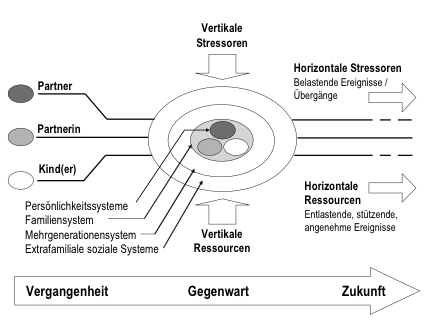
Abb. 1: Integratives Familienentwicklungsmodell nach Schneewind. Im Zentrum befindet sich die Familie mit ihren unterschiedlichen Systemebenen. Der Zeitstrahl symbolisiert die normativen und nicht-normativen Veränderungen im Familienlebenszyklus. Stressoren stehen für belastende Faktoren, Ressourcen für positive Einflüsse, die im Lauf der Zeit auf das Familiensystem einwirken.

Schneewinds integratives Systemmodell der Familienentwicklung
Schneewinds integratives Systemmodell der Familienentwicklung vereint grundlegende Aspekte der Familiensystem-, Familienentwicklungs- und Familienstresstheorie und berücksichtigt neben einer defizit- auch eine ressourcenorientierte Perspektive. Der Familienentwicklungsprozess, so der Kerngedanke des Modells, wird als eine Abfolge entwicklungsbezogener Ressourcen und Stressoren betrachtet. Ausgangspunkt des Modells ist der Zeitpunkt der Partnerfindung, wobei zwei voneinander unabhängige Personen mit unterschiedlichen Erfahrungs- und Beziehungsgeschichten eine gemeinsame Beziehung entwickeln. Dabei sind vier Systemebenen relevant in die alle Personen eingebunden sind: das Persönlichkeitssystem, das Paar- und Familiensystem, das Mehrgenerationensystem sowie weitere extrafamiliäre Systeme. Im Verlauf der Zeit werden auf allen vier Ebenen belastende aber auch unterstützende Erfahrungen gemacht, woraus sich das Potenzial an vertikalen Stressoren und Ressourcen ergibt. Ausgestattet mit vertikalen Stressoren und Ressourcen trifft das Paar in der Gegenwart auf neue Lebensherausforderungen, die sich als horizontale Stressoren und Ressourcen bezeichnen lassen. Horizontale Stressoren und Ressourcen können auf allen vier Ebenen ausgemacht werden und können aufgegliedert werden in normative, z. B. Geburt, und nicht-normative Ereignisse, z. B. Unfalltod eines Kindes, dauerhafte und chronische Lebensumstände und alltägliche Widrigkeiten bzw. Annehmlichkeiten. Das Zusammentreffen der vertikalen und horizontalen Dimension von Stressoren und Ressourcen bestimmt, wie ein Paar- oder Familiensystem mit gegenwärtigen und zukünftigen Herausforderungen umgeht. Schneewinds Modell kann als forschungsanregendes und -leitendes Rahmenmodell der Familienpsychologie betrachtet werden, das sich gleichermaßen für die Grundlagen- und Anwendungsforschung eignet.

## Ausgewählte Forschungsgebiete
- Entwicklung der emotionalen Bindung zwischen Kindern und Eltern (Bindungsforschung → vgl. Bindungstheorie)
- Auswirkungen des Übergangs zur Elternschaft
- Auswirkungen von Trennung und Scheidung auf die Familienmitglieder
- Entwicklungs- und Sozialisationsprozesse in nicht-normativen Familien (Stieffamilie, Regenbogenfamilie, Alleinerziehende)
- Gewalt in Familien (Häusliche Gewalt)
- Entwicklung und Evaluation von Elternkursen
- Familie und physische sowie psychische Krankheitsbewältigung
- Vereinbarkeit von Familie und Beruf
- Wirksamkeitsforschung in der systemischen Familientherapie

## Akademische Ausbildung in Familienpsychologie in Deutschland
In Deutschland existieren derzeit drei Ausbildungsinstitutionen, die einen familienpsychologischen Schwerpunkt enthalten:
- Otto-von-Guericke-Universität Magdeburg: „Familienpsychologie“ als einer von vier Schwerpunktbereichen im Rahmen des Masterstudiums Psychologie
- Hochschule für Angewandte Wissenschaften Hamburg: Weiterbildungsmaster „Angewandte Familienwissenschaften“ (M.A.) mit Elementen der Allgemeinen und Klinischen Familienpsychologie
- Psychologische Hochschule Berlin: Weiterbildungsmaster „Psychologie der Familie“ optional mit integrierter Ausbildung in Kinder- und Jugendlichenpsychotherapie (Tiefenpsychologische Fundierung)

## Professuren mit der Denomination „Familienpsychologie“ in Deutschland
- Professur für Klinische- und Familienpsychologie (Wolfgang R. Hantel-Quitmann, Hochschule für Angewandte Wissenschaften Hamburg)
- Professur für Familienpsychologie (Rebecca Bondü, Psychologische Hochschule Berlin)
- Professur für Familienpsychologie und -therapie, Philipps-Universität Marburg